# 구성로 (영주시)
 구성로 (Guseong-ro)는 경상북도 영주시 문수면 에서 영주시 영주동까지 이어주는 도로이다.

## 주요 경유지
경상북도
- 영주시 (문수면 . 휴천동 . 영주동)

## 노선
| 이름           | 접속 노선                               | 소재지        | 소재지        | 비고                 |
| 간운로와 직결  | 간운로와 직결                           | 간운로와 직결 | 간운로와 직결 | 간운로와 직결        |
| -------------- | --------------------------------------- | ------------- | ------------- | -------------------- |
| (이름없음)     | 적서로                                  | 영주시        | 문수면        |                      |
| 수청교         |                                         | 영주시        | 휴천동        |                      |
| 조암교         |                                         | 영주시        | 휴천동        |                      |
| 조암 교차로    | 서원로                                  | 영주시        | 휴천동        |                      |
| 남산육교사거리 | 선비로 구성로142번길                    | 영주시        | 휴천동        |                      |
| (이름없음)     | 지방도 제935호선 (남간로) 구성로285번길 | 영주시        | 휴천동        | 지방도 제935호선구간 |
| 구성오거리     | 국도 제28호선 (중앙로)                  | 영주시        | 영주동        | 지방도 제935호선구간 |
| (이름없음)     | 선비로                                  | 영주시        | 영주동        |                      |

## 주요건물및 시설
- 농협 영주농협주유소 (구성로 11/조암동 965-6)
- 농협 영주농협파머스마켓 (구성로 25/조암동 962-5)
- 농협 영주농협 본점 (구성로 25/조암동 962-5)
- SK에너지 남산주유소 (구성로 109/조암동 1182-6)
- HD현대오일뱅크 베스트원셀프주유소 (구성로 125/조암동 1183-21)
- GS칼텍스 영주제일주유소 (구성로 209/휴천3동 686-2)
- 롯데슈퍼 프레쉬 영주점 (구성로 256/휴천동 693-9)
- 남산초등학교 (구성로 257/휴천동 680)
- 남부치안센터 (구성로 260/휴천1동 693-1)
- SK에너지 대원주유소 (구성로 265/휴천3동 677-13)
- KT 영주지사 (구성로 269/휴천동 677)
- GS칼텍스 영주가스충전소 (구성로 292/휴천동 707-3)
- 우리은행 영주지점 (구성로 346/영주동 550-3)
- 새마을금고 영주새마을금고 본점 (구성로 361/영주동 528-17)
- 농협 영주축산농협 영주동지점 (구성로 364/영주동 548-11)
- 한국전력공사 영주지사 (구성로 370/영주동 548-4)
- SK에너지 쌍용주유소 (구성로 400/영주1동 546-9)